# Athyrtis oberthuri
Athyrtis oberthuri är en fjärilsart som beskrevs av Anton Srnka 1885. Athyrtis oberthuri ingår i släktet Athyrtis och familjen praktfjärilar. Inga underarter finns listade i Catalogue of Life.